# Gandharwa

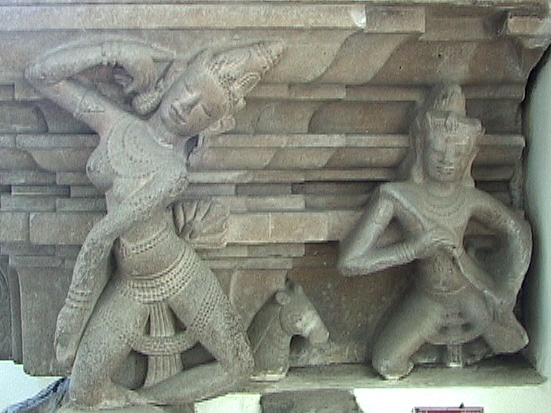
Gandharwa i apsara

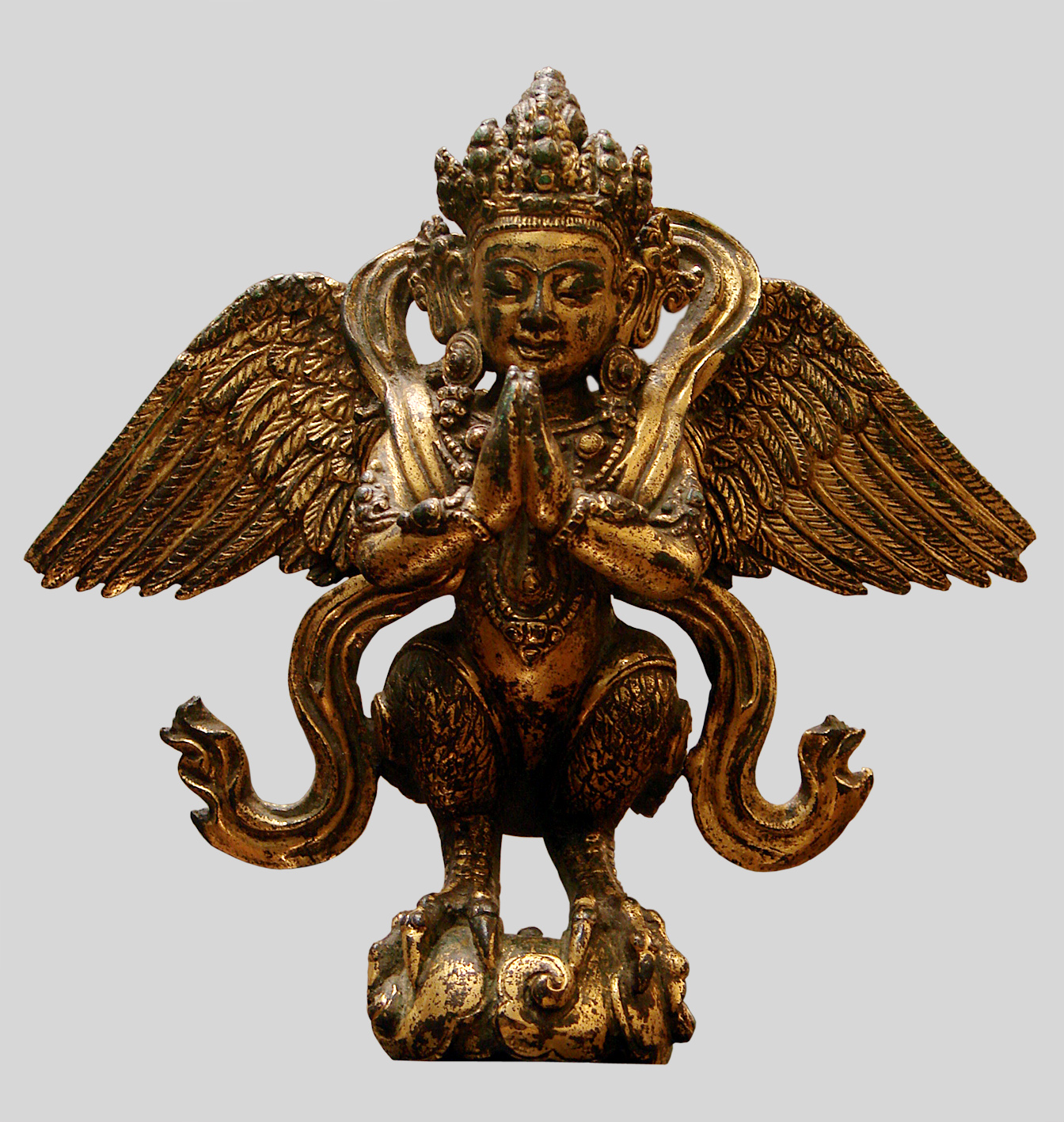
Gandharwa (kinnara)

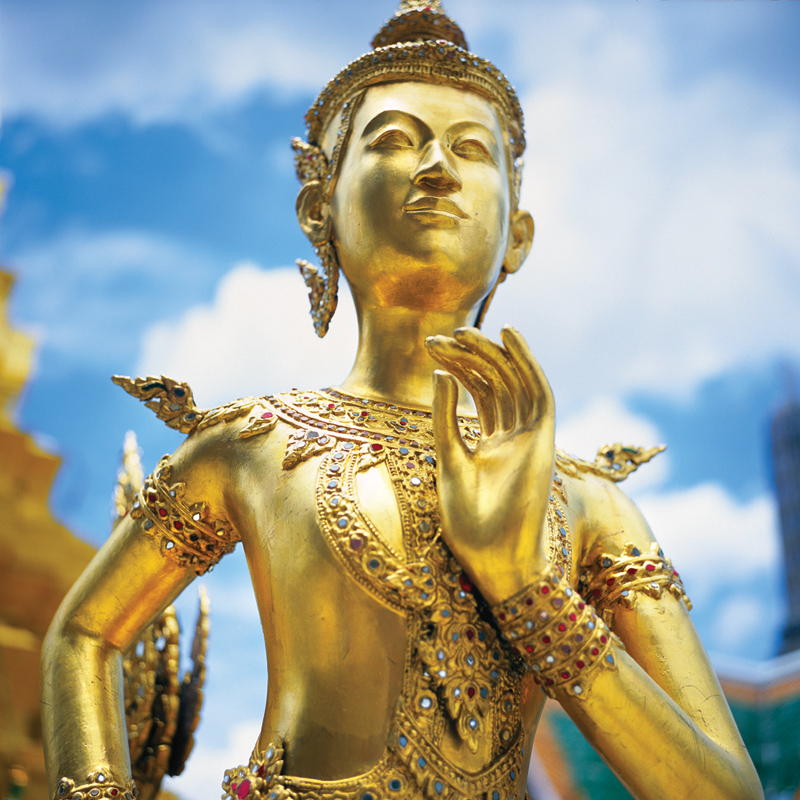
Złoty gandharwa/kinnara w Bangkoku

Gandharwa (sanskryt: गंधर्व, gandharva, pali: gandhabba) – w mitologii indyjskiej klasa nadnaturalnych istot, żywiących  się pięknym zapachem drzew i kwiatów (गंध gandha – "zapach").

## Ikonografia
Są towarzyszami apsar, pięknych niebiańskich nimf, jako posłańcy bogów potrafią latać (stąd często przedstawia się ich w postaci ptaka z ludzką głową), są znakomitymi muzykantami – liczne wizerunki gandharwów z instrumentami w dłoni, przygrywających do tańca apsarom.
Idea gandharwy często zlewa się z postacią kinnary, sąsiedniego plemienia himalajskiego, stąd w sztuce Birmy i Tajlandii wizerunki gandharwów w postaci pół-ptaków są nazywane kinnara.

## Literatura
W Mahabharacie opisywani jako postaci pół-ludzkie pochodzący z himalajskiego królestwa Gandharwa  (położonego na południe od góry Meru (Kajlas), jako sprzymierzeńcy dewów i jakszów.

## Pokrewne pojęcia
- Gandharwawiśwawasu – rodzaj laski (w rodzinach warny kszatrijów – miecz), która według starożytnych zwyczajów miała przez pierwsze trzy noce oddzielać od siebie nowożeńców na łożu małżeńskim[1].
- Gandharwa – w kulturze Indusu forma małżeństwa polegająca na absolutnie dobrowolnej umowie, opartej wyłącznie na miłości między dwojgiem ludzi. Kobieta była tu równa mężczyźnie
- Gandharwawiwaha – "małżeństwo gandharwów" – w starożytnych Indiach jedna z dopuszczalnych form małżeństwa, zawieranego w tajemnicy przed rodzicami